# Построение Палея
Построение Палея — это метод построения матриц Адамара с помощью конечного поля. Построение описал в 1933 году английский математик Реймонд Палей.
Построение Палея использует квадратичные вычеты в конечном поле GF(q), где q является степенью нечётного простого числа.  Имеется две версии построения, зависящие от того, q сравнимо с 1 или 3  по модулю 4.

## Квадратный характер и матрица Якобсталя
Квадратный характер {\displaystyle \chi (a)} показывает, является ли элемент a конечного поля полным квадратом. В частности, {\displaystyle \chi (0)=0,\chi (a)=1}, если {\displaystyle a=b^{2}} для некоторого ненулевого элемента конечного поля b, и {\displaystyle \chi (a)=-1}, если a не является квадратом какого-либо элемента конечного поля.  Например, в GF(7) ненулевыми квадратами являются {\displaystyle 1=1^{2}=6^{2}}, {\displaystyle 4=2^{2}=5^{2}} и {\displaystyle 2=3^{2}=4^{2}}. Следовательно, {\displaystyle \chi (0)=0,\chi (1)=\chi (2)=\chi (4)=1} и {\displaystyle \chi (3)=\chi (5)=\chi (6)=-1}.
Матрица Якобсталя Q для {\displaystyle GF(q)} является {\displaystyle q{\times }q} матрицей со строками и столбцами, индексированными элементами конечного поля, такой, что элемент в строке a и столбце b равен {\displaystyle \chi (a-b)}.  Например, в GF(7), если строки и столбцы матрицы Якобсталя индексированы элементами поля 0, 1, 2, 3, 4, 5, 6, то
{\displaystyle Q={\begin{bmatrix}0&-1&-1&1&-1&1&1\\1&0&-1&-1&1&-1&1\\1&1&0&-1&-1&1&-1\\-1&1&1&0&-1&-1&1\\1&-1&1&1&0&-1&-1\\-1&1&-1&1&1&0&-1\\-1&-1&1&-1&1&1&0\end{bmatrix}}.}
Матрица Якобсталя имеет свойства {\displaystyle QQ^{T}=qE-J} и {\displaystyle QJ=JQ=0}, где E — {\displaystyle q{\times }q} единичная матрица, а J равна {\displaystyle q{\times }q} матрице, в которой все элементы равны -1.  Если q сравнимо с 1 (mod 4), то −1 является квадратом в GF(q), откуда следует, что Q является симметричной матрицей.  Если q сравнимо с 3 (mod 4), то −1 не является квадратом и Q является
кососимметричной матрице.  Если q — простое число, Q является циркулянтом.  То есть каждая строка получается из строки выше циклической перестановкой.

## Построение Палея I
Если q сравнимо с 3 (mod 4), то
{\displaystyle H=E+{\begin{bmatrix}0&j^{T}\\-j&Q\end{bmatrix}}}
является матрицей Адамара размера {\displaystyle q+1}.  Здесь j — вектор-столбец длины q, состоящий из -1, а E —  {\displaystyle (q+1)\times (q+1)} единичная матрица.  Матрица H является косоадамаровой матрицей, это означает, что она удовлетворяет равенству {\displaystyle H+H^{T}=2E}.

## Построение Палея II
Если q сравнимо с 1 (mod 4), то матрица, полученная заменой всех 0 в
{\displaystyle {\begin{bmatrix}0&j^{T}\\j&Q\end{bmatrix}}}
на матрицу
{\displaystyle {\begin{bmatrix}1&-1\\-1&-1\end{bmatrix}}},
а всех элементов {\displaystyle {\pm }1} на матрицу
{\displaystyle \pm {\begin{bmatrix}1&1\\1&-1\end{bmatrix}}},
является матрицей Адамара размера {\displaystyle 2(q+1)}. Это симметричная матрица Адамара.

## Примеры
Если применить построение Палея I к матрице Якобсталя для GF(7), получим {\displaystyle 8{\times }8} матрицу Адамара,
```
11111111
-1--1-11
-11--1-1
-111--1-
--111--1
-1-111--
--1-111-
---1-111.

```

В качестве примера построения Палея II, когда q является степенью простого, а не простым числом, рассмотрим GF(9).  Это расширение поля GF(3), полученная добавлением корня неприводимого квадратного многочлена. Различные неприводимые квадратные многочлены дают эквивалентные поля. Если выбрать {\displaystyle x^{2}+x-1} и корень a этого многочлена, девять элементов GF(9) могут быть записаны в виде {\displaystyle 0,1,-1,a,a+1,a-1,-a,-a+1,-a-1}.  Ненулевыми квадратами будут {\displaystyle 1=({\pm }1)^{2},-a+1=({\pm }a)^{2},a-1=(\pm (a+1))^{2}} и {\displaystyle -1=(\pm (a-1))^{2}}.  Матрица Якобсталя равна
{\displaystyle Q={\begin{bmatrix}0&1&1&-1&-1&1&-1&1&-1\\1&0&1&1&-1&-1&-1&-1&1\\1&1&0&-1&1&-1&1&-1&-1\\-1&1&-1&0&1&1&-1&-1&1\\-1&-1&1&1&0&1&1&-1&-1\\1&-1&-1&1&1&0&-1&1&-1\\-1&-1&1&-1&1&-1&0&1&1\\1&-1&-1&-1&-1&1&1&0&1\\-1&1&-1&1&-1&-1&1&1&0\end{bmatrix}}.}
Это симметричная матрица состоящая из {\displaystyle 3\times 3} циркулярных блоков.  Построение Палея II даёт симметричную {\displaystyle 20\times 20} матрицу Адамара,
```
1- 111111 111111 111111
-- 1-1-1- 1-1-1- 1-1-1-

11 1-1111 ----11 --11--
1- --1-1- -1-11- -11--1
11 111-11 11---- ----11
1- 1---1- 1--1-1 -1-11-
11 11111- --11-- 11----
1- 1-1--- -11--1 1--1-1

11 --11-- 1-1111 ----11
1- -11--1 --1-1- -1-11-
11 ----11 111-11 11----
1- -1-11- 1---1- 1--1-1
11 11---- 11111- --11--
1- 1--1-1 1-1--- -11--1

11 ----11 --11-- 1-1111
1- -1-11- -11--1 --1-1-
11 11---- ----11 111-11
1- 1--1-1 -1-11- 1---1-
11 --11-- 11---- 11111-
1- -11--1 1--1-1 1-1---.

```

## Гипотеза Адамара
Размер матрицы Адамара должен быть равен 1, 2 или кратным 4. Произведение Кронекера двух матриц Адамара размеров m и n будет матрицей Адамара размера mn.  При образовании произведения Кронекера матриц из построения Палея и {\displaystyle 2\times 2} матрицы,
{\displaystyle H_{2}={\begin{bmatrix}1&1\\1&-1\end{bmatrix}},}
получаются матрицы Адамара любого допустимого размера вплоть до 100, за исключением 92. В своей статье 1933 год Палей говорит: «Вполне вероятно, что в случае, когда m делится на 4, можно построить ортогональную матрицу порядка m, состоящую из {\displaystyle {\pm }1}, но общая теорема имеет ряд трудностей.»  Это, по-видимому, первая публикация утверждения гипотезы Адамара. Матрицу размера 92, в конце концов, построили Баумерт, Голомб и Холл с помощью построения Вильямсона, совмещённого с компьютерным поиском.  В настоящее время показано, что матрицы Адамара существуют для всех {\displaystyle m\,\equiv \,0\mod 4} для {\displaystyle m<668}.